# خواوکووو کوشچیلنه
خواوکووو کوشچیلنه (به لهستانی:  Chwałkowo Kościelne) یک روستا در لهستان است که در گمینا کشانژ ویلکوپولسکی واقع شده‌است. خواوکووو کوشچیلنه ۷۵۲ نفر جمعیت دارد و ۹۰ متر بالاتر از سطح دریا واقع شده‌است.